# ديريك غريم
ديريك غريم (3 أغسطس 1974 ببيوريا في الولايات المتحدة - ) (بالإنجليزية: Derek Grimm)‏ هو لاعب كرة سلة أمريكي في مركزي هجوم قوي الجسم وهجوم صغير الجسم. لعب مع Missouri Tigers men's basketball ‏.

## وصلات خارجية
- ديريك غريم على موقع إن بي أي (الإنجليزية)
- ديريك غريم على موقع سبورتس رفرنس (الإنجليزية)
- ديريك غريم على موقع كرة السلة الأوروبية.كوم (الإنجليزية)
- ديريك غريم على موقع كلية كرة السلة في سبورتس رفرنس.كوم (الإنجليزية)
- ديريك غريم على موقع ريلجم (الإنجليزية)
- ديريك غريم على موقع بروبوليرز (الإنجليزية)